# Svenner
Svenner est un archipel de la commune de Larvik, dans le comté de Vestfold en Norvège.

## Description
L'archipel de Svenner regroupe des petites îles, îlots et récifs à 3,5 km au large du continent et de Stavern, dans le Larviksfjorden (en). Géologiquement, les îles se composent en grande partie de syénite. Une riche végétation sur les plages et les criques est propice à la nidifications de nombreux oiseaux marins.
Le phare de Svenner est établi, depuis 1874, sur l'île Korpekollen qui est aussi un port abrité pour les bateaux de plaisance.
Autour de Korpekollen, on trouve des petites îles de Ferjeholmen et Strømsundholmen qui sont des aires protégées pour les oiseaux.
Plus à l'est, se trouve un groupe d'îlots (dont Bøla) qui forme aussi une aire protégée pour les oiseaux.
Enfin, plus encore à l'est, dans un groupe d'îlots (Havneholmen, Stangen, Vassholmen, Lyngholmen et Ertholmen), on trouve deux autres aires protégées pour les oiseaux.

## Aires protégées
- Zone de conservation du biotope de Strømsundholmen
- Zone de conservation des oiseaux de Ferjeholmen
- Zone de conservation des oiseaux Bølene
- Zone de conservation des oiseaux d'Ertholmen
- Zone de conservation des oiseaux de Lyngholmen